# Arothron firmamentum
Espèce
Arothron firmamentum est une espèce de poissons tetraodontiformes.